# Wilhelm Sebastian
Wilhelm Sebastian (né le 17 janvier 1903 à Weinheim, Allemagne - décédé le 30 octobre 1978 à Weinheim)  était un pilote automobile allemand. 

## Biographie
C'est en remportant les Mille Miglia 1931 en tant que copilote mécanicien, sur une Mercedes-Benz SSK avec son compatriote Rudolf Caracciola que Wilhelm Sebastian se met en lumière.
À partir de 1934, il passe chez Auto Union où il s'occupe de la mécanique des voitures plus que de courir, assumant son rôle de pilote de réserve. Son frère, Ludwig, y travaille comme chef mécanicien, s'occupant des voitures de Rosemeyer puis de Nuvolari.
Cette saison-là, Sebastian s'engage dans trois courses différentes : la Coppa Acerbo (5e), le Grand Prix d'Italie (7e) et le Grand Prix de Tchécoslovaquie (7e).